# Taiwankortvleugel
De taiwankortvleugel (Brachypteryx goodfellowi) is een zangvogel uit de familie Muscicapidae (vliegenvangers). De vogel werd in 1912 door William Robert Ogilvie-Grant beschreven.

## Kenmerken
De vogel is 13 cm lang. Het mannetje is overwegend olijfklerig bruin, met een wat lichtere borst en buik. Het mannetje heeft een lange witte wenkbrauwstreep  Het vrouwtje is ook olijfbruin met een minder duidelijke wenkbrauwstreep.

## Verspreiding en leefgebied
De vogel komt voor in het centrale bergland van Taiwan. Het leefgebied is de ondergroei van vochtige, natuurlijke bossen in berggebieden tussen de 1000 en 3000 meter boven zeeniveau.

## Status
De grootte van de wereldpopulatie is niet gekwantificeerd en over trends in de tijd zijn geen gegevens. Om deze redenen staat de vogel als niet bedreigd op de Rode Lijst van de IUCN.